# Теблоев, Сармат Геннадьевич
Сармат Геннадьевич Теблоев (29 ноября 2003) — российский тяжелоатлет. Чемпион России 2025 года. Призёр чемпионата России 2023 года. Мастер спорта России.

## Биография
Родился 29 ноября 2003 года. Воспитанник Северо-Осетинской спортивной школы. Тренируется у Казбека Золоева.
29 мая 2023 года присвоено звание «Мастер спорта России».
На чемпионате России по тяжёлой атлетике 2023 года, который состоялся в Новом Уренгое, Теблоев стал бронзовым призёром чемпионата России в весовой категории до 102 кг. Общий вес на штанге по сумме двух упражнений — 359 килограммов.
В 2025 году на Кубке России в Свердловской области стал серебряным призёром в весовой категории до 102 кг с результатом 373 кг по сумме двоеборья.
В августе 2025 года на чемпионате России в Санкт-Петербурге в категории до 102 кг завоевал золотую медаль с результатом 368 кг по сумме двоеборья. В отдельных упражнениях стал победителем.

## Основные результаты
| Год  | Соревнования     | Место проведения | Весовая категория | Рывок, кг | Толчок, кг | Сумма, кг | Место |
| ---- | ---------------- | ---------------- | ----------------- | --------- | ---------- | --------- | ----- |
| 2023 | Чемпионат России | Новый Уренгой    | до 96 кг          | 165       | 194        | 359       | 3     |
| 2025 | Чемпионат России | Санкт-Петербург  | до 102 кг         | 171       | 197        | 368       | 1     |